# Dick Cunningham
Dick Cunningham (ur. 11 lipca 1946 w Canton) – amerykański koszykarz, występujący na pozycji środkowego, mistrz NBA z 1971.

## Osiągnięcia
Na podstawie, o ile nie zaznaczono inaczej.

### NCAA
- Mistrz sezonu regularnego konferencji Ohio Valley (OVC – 1968)
- Zaliczony do:
  - I składu OVC (1967, 1968)
  - Galerii Sław Sportu uczelni Murray State – Murray State Athletics Hall of Fame (1986)
- Lider NCAA w zbiórkach (1967)

### NBA
- Mistrz NBA (1971)[1]
- Wicemistrz NBA (1974)[1]